# Eli Bush
Eli Bush (1987) è un produttore cinematografico, produttore teatrale e produttore televisivo statunitense.
Ha ricevuto una candidatura all'Oscar al miglior film come produttore di Lady Bird (2017).

## Filmografia

### Cinema
- Captain Phillips - Attacco in mare aperto (Captain Phillips), regia di Paul Greengrass (2013) - produttore esecutivo
- Rosewater, regia di Jon Stewart (2014) - produttore esecutivo
- Giovani si diventa (While We're Young), regia di Noah Baumbach (2014)
- Top Five, regia di Chris Rock (2014)
- Ex Machina, regia di Alex Garland (2015) - produttore esecutivo
- Sotto il cielo delle Hawaii (Aloha), regia di Cameron Crowe (2015) - produttore esecutivo
- Steve Jobs, regia di Danny Boyle (2015) - produttore esecutivo
- De Palma, regia di Noah Baumbach - documentario (2015) - produttore esecutivo
- Best Worst Thing That Ever Could Have Happened..., regia di Lonny Price - documentario (2016) - produttore esecutivo
- Barriere (Fences), regia di Denzel Washington (2016) - produttore esecutivo
- The Meyerowitz Stories, regia di Noah Baumbach (2017)
- Lady Bird, regia di Greta Gerwig (2017)
- Eighth Grade - Terza media (Eighth Grade), regia di Bo Burnham (2017)
- Annientamento (Annihilation), regia di Alex Garland (2018)
- L'isola dei cani (Isle of Dogs), regia di Wes Anderson (2018) - produttore esecutivo
- A caccia con papà (The Legacy of a Whitetail Deer Hunter), regia di Jodie Hill (2018)
- Game Over, Man!, regia di Kyle Newacheck (2018)
- 22 luglio (22 July), regia di Paul Greengrass (2018)
- Mid90s, regia di Jonah Hill (2018)
- Millennium - Quello che non uccide (The Girl in the Spider's Web), regia di Fede Álvarez (2018)
- First Cow, regia di Kelly Reichardt (2019) - produttore esecutivo
- Diamanti grezzi (Uncut Gems), regia di Josh e Benny Safdie (2019)
- Goldman v Silverman, regia di Josh e Benny Safdie - cortometraggio (2020)
- La donna alla finestra (The Woman in the Window), regia di Joe Wright (2021)
- If I Had Legs I'd Kick You, regia di Mary Bronstein (2025)
- The Smashing Machine, regia di Benny Safdie (2025)
- Marty Supreme, regia di Josh Safdie (2025)

### Televisione
- Aziz Ansari: Buried Alive – speciale TV (2013) - produttore esecutivo
- School of Rock – serie TV, 45 episodi (2016-2018) - produttore esecutivo
- Five Came Back – miniserie TV documentario, 3 episodi (2017) - produttore esecutivo
- What We Do in the Shadows – serie TV, 16 episodi (2019-2020) - produttore esecutivo
- Devs – miniserie TV, 8 episodi (2020) - produttore esecutivo
- Messaggi da Elsewhere (Dispatches from Elsewhere) – serie TV, 10 episodi (2020) - produttore esecutivo

## Teatro (parziale)
- Morte di un commesso viaggiatore di Arthur Miller, regia di Mike Nichols, con Philip Seymour Hoffman (Willy Loman), Linda Emond (Linda Loman) e Andrew Garfield (Biff Loman). Ethel Barrymore Theatre di New York (2012)
- Il testamento di Maria di Colm Tóibín, regia di Deborah Warner, con Fiona Shaw (Maria). Walter Kerr Theatre di New York (2013)
- Tradimenti di Harold Pinter, regia di Mike Nichols, con Daniel Craig (Robert), Rachel Weisz (Emma) e Rafe Spall (Jerry). Ethel Barrymore Theatre di New York (2013-2014)
- A Raisin in the Sun di Lorraine Hansberry, regia di Kenny Leon, con Denzel Washington (Walter Lee Younger), Sophie Okonedo (Ruth Younger), Anika Noni Rose (Beneatha Younger), Stephen McKinley Henderson (Bobo), David Cromer (Karl Lindner) e LaTanya Richardson (Lena Younger). Ethel Barrymore Theatre di New York (2014)
- Skylight di David Hare, regia di Stephen Daldry, con Carey Mulligan (Kyra Hollis) e Bill Nighy (Tom Sergeant). John Golden Theatre di New York (2014-2015)
- Fish in the Dark di Larry David, regia di Anna D. Shapiro, con Larry David / Jason Alexander (Norman Drexel). Cort Theatre di New York (2015)
- Uno sguardo dal ponte di Arthur Miller, regia di Ivo van Hove, con Mark Strong (Eddie), Nicola Walker (Beatrice) Phoebe Fox (Catherine), Russell Tovey (Rodolpho), Michael Zegen (Marco) e Michael Gould / Richard Hansell (Alfieri). Young Vic, Lyceum Theatre di New York (2015-2016)
- The Humans di Stephen Karam, regia di Joe Mantello, con Cassie Beck (Aimee Blake), Reed Birney (Erik Blake), Jayne Houdyshell (Deirdre Blake), Lauren Klein (Fiona "Momo" Blake), Arian Moayed (Richard Blake) e Sarah Steele (Brigid Blake). Roundabout Theatre Company (2016-2017)
- Blackbird di David Harrower, regia di Joe Mantello, con Jeff Daniels (Ray) e Michelle Williams (Una). Belasco Theatre di New York (2016)
- Shuffle Along, or, the Making of the Musical Sensation of 1921 and All That Followed di Eubie Blake (musiche), Noble Sissle (versi) e George C. Wolfe (libretto), regia di George C. Wolfe, con Audra McDonald (Lottie Gee), Brian Stokes Mitchell (F.E. Miller), Billy Porter (Aubrey Lyles), Brandon Victor Dixon (Eubie Blake) e Joshua Henry (Noble Sissle). Music Box Theatre di New York (2016)
- The Front Page di Ben Hecht e Charles MacArthur, regia di Jack O'Brien, con Nathan Lane (Walter Burns), John Slattery (Hildebrand "Hildy" Johnson), John Goodman (sceriffo Hartman), Jefferson Mays (Roy V. Bensinger), Holland Taylor (sig.ra Grant), Sherie Rene Scott (Mollie Malloy) e Robert Morse (sig. Pincus). Broadhurst Theatre di New York (2016-2017)
- Lo zoo di vetro di Tennessee Williams, regia di Sam Gold, con Sally Field (Amanda Wingfield), Joe Mantello (Tom Wingfield), Finn Wittrock (Jim O'Connor) e Madison Ferris (Laura Wingfield). Belasco Theatre di New York (2017)
- Hello, Dolly! di Jerry Herman (musiche e versi) e Michael Stewart (libretto), regia di Jerry Zaks, con Bette Midler / Donna Murphy / Bernadette Peters (Dolly Gallagher Levi) e David Hyde Pierce / Victor Garber (Horace Vandergelder). Shubert Theatre di New York (2017-2018)
- A Doll's House, Part 2 di Lucas Hnath, regia di Sam Gold, con Laurie Metcalf / Julie White (Nora), Chris Cooper / Stephen McKinley Henderson (Torvald), Jayne Houdyshell (Anne Marie) e Condola Rashād / Erin Wilhelmi (Emmy). John Golden Theatre di New York (2017-2018)
- 1984 di e regia di Robert Icke e Duncan Macmillan, dal romanzo di George Orwell, regia di Sam Gold, con Tom Sturridge (Winston Smith), Olivia Wilde (Julia) e Reed Birney (O'Brien). Hudson Theatre di New York (2017)
- The Humans di Stephen Karam, regia di Joe Mantello, con Therese Plaehn / Cassie Beck (Aimee Blake), Richard Thomas / Reed Birney (Erik Blake), Pamela Reed / Jayne Houdyshell (Deirdre Blake), Lauren Klein (Fiona "Momo" Blake), Luis Vega / Nick Mills (Richard Saad) e Daisy Eagan / Sarah Steele (Brigid Blake). Roundabout Theatre Company (2017-2018)

## Riconoscimenti
- Premi Oscar
  - 2018 – Candidatura al miglior film per Lady Bird
- Premi Emmy
  - 2017 – Candidatura al miglior programma televisivo per ragazzi per School of Rock
- Independent Spirit Awards
  - 2018 – Candidatura al miglior film per Lady Bird
  - 2019 – Candidatura al miglior film per Eight Grade – Terza media
  - 2020 – Candidatura al miglior film per Diamanti grezzi
- Gotham Independent Film Awards
  - 2017 – Candidatura al miglior film per Lady Bird
  - 2018 – Candidatura al miglior film per Eight Grade – Terza media
  - 2019 – Candidatura al miglior film per Diamanti grezzi
  - 2019 – Candidatura al premio del pubblico per Diamanti grezzi
- PGA Awards
  - 2018 – Candidatura al miglior produttore di un lungometraggio cinematografico per Lady Bird